# Mikasuki
El mikasuki (també miccosukee, mikisúkî o hitchiti-mikasuki) és una llengua muskogi parlada per al voltant de 500 persones al sud de Florida. Forma part de la branca oriental de les llengües muskogi, juntament amb el creek-seminole i apalachee-alibamu-koasati. És parlada per la tribu Miccosukee així com per molts seminola de Florida. L'actualment extinta llengua hitchiti era mútuament intel·ligible amb el mikasuki.
Originalment, els seminoles i miccosukee eren part de la Confederació Creek, fins que emigraren a la Florida després del contacte amb els espanyols. Les guerres índies del segle XIX delmaren en gran manera el nombre d'aquestes tribus, concretament la Segona Guerra Seminola. Després d'aquesta, només al voltant de 300 a 500 es van quedar a la Florida, instal·lant-se als Everglades. Des d'aquí, els seminoles se separaren dels miccosukee, amb l'antic trasllat a les reserves dels supervivents a través del camí de Tamiami. Encara que les tribus són reconegudes federalment com a diferents, totes dues tenen parlants mikasuki.
Des de 2002 la llengua és ensenyada en una escola local, que tenia "una àrea dedicada a "Miccosukee Language Arts". Des de 2011 el Departament d'antropologia de la Universitat de Florida és la llar de la càtedra Elling Eide de lengua i cultura, per a llengües ameríndies del sud-est dels Estats Units. S'han fet presentacions en la llengua al Festival Folk de Florida.

## Fonologia

### Vocals
|                | Curtes  | Curtes    | Curtes  | Llargues | Llargues  | Llargues |
| Frontal        | Central | Posterior | Frontal | Central  | Posterior |          |
| -------------- | ------- | --------- | ------- | -------- | --------- | -------- |
| Alta (tancada) | i       |           |         | iː       |           |          |
| Mitjana        |         |           | o       |          |           | oː       |
| Baixa (oberta) |         | a         |         |          | aː        |          |

Hi ha tres tons, alt, baix i caigut. La longitud de la vocal és distintiva, per exemple eche ("boca") vs eeche ('cérvol'), ete ('ull') vs eete ('foc') .

### Consonants
|           |           | Labial | Alveolar | Palatal | Glotal |
| --------- | --------- | ------ | -------- | ------- | ------ |
| Oclusiva  | sorda     | p      | t        | k       |        |
| Oclusiva  | sonora    | b      |          |         |        |
| Africada  | Africada  |        | tʃ       |         |        |
| Fricativa | Fricativa | ɸ      | ɬ        | ʃ       |        |
| Nasal     | Nasal     | m      | n        |         |        |
| Sonorant  | Sonorant  | w      | l        | y       | h      |

Aquests fonemes són basats en la gramàtica online mikasuki de Sylvia Boynton.

## Gramàtica
Els substantius són marcats amb sufixos per diverses funcions, alguns exemples:
| Sufix | Funció             | Exemple             | Significat                |
|       |                    | embaache            | bateria                   |
| ot    | marca subjecte     | embaachot hampeepom | la bateria s'ha espatllat |
| on    | marca objecte      | embaachon aklomle   | Em cal una bateria        |
| ee    | marca interrogació | embachee cheméèło?  | Tens una bateria?         |

Hi ha pronoms lliures (aane "jo", chehne "tu", pohne "nosaltres") però s'usen rarament. Els sufixos verbals són la forma usual de marcar la persona.

## Sistema d'escriptura
El mikasuki s'escriu amb alfabet llatí. Les vocals es pronuncien:
| Lletra | So     |
| a, aa  | a, aː  |
| a, aa  | ã, ãː  |
| e, ee  | i, iː  |
| e, ee  | ĩː, ĩː |
| o, oo  | o, oː  |
| o, oo  | õ; õː  |
| ay     | ai     |
| ao     | ao     |

Les consonants són:
| Lletra | So |
| b      | b  |
| ch     | t͡ʃ |
| f      | ɸ  |
| h      | h  |
| k      | k  |
| l      | l  |
| ł      | ɬ  |
| m      | m  |
| n      | n  |
| ng     | ŋ  |
| p      | p  |
| sh     | ʃ  |
| t      | t  |
| w      | w  |
| y      | j  |

El to alt s'indica amb un to baix agut, amb un to greu i que cau amb una condició aguda (en una vocal llarga això es divideix tipogràficament sobre ambdues vocals, en cas contrari l'accent es col·loca sobre la següent consonant):
| To alt | To baix | To caient |
| á, áa  | à, àa   | áǹ, áà    |

Una vocal epentètica [ə] apareix en kl, kw i kn en llenguatge cerimoniós.